# Khôi phục Hiến pháp Canada
Khôi phục Hiến pháp Canada là quá trình mà Canada đã trở thành có khả năng thay đổi chính mình hiến pháp mà không cần sự đồng ý của Vương quốc Anh. Việc khôi phục được tiến hành trong năm 1982 bởi các biện pháp trừng phạt, bởi Nữ hoàng Elizabeth II, Đạo luật Canada 1982.
Quá trình khôi phục đã diễn ra trong nhiều thập kỷ. Tuy nhiên, dưới sự lãnh đạo của Thủ tướng Pierre Trudeau trong những năm 1970 và 1980, dự án đã thành hiện thực. Trước tiên, Trudeau muốn yêu cầu, mà không có sự cho phép của chính quyền tỉnh, Quốc hội Vương quốc Anh để khôi phục Hiến pháp Canada. Tuy nhiên, Tòa án Tối cao Canada, trong quyết định: Nghị quyết sửa đổi Hiến pháp, cho rằng cần có một mức độ hỗ trợ đáng kể của tỉnh trước khi chính phủ liên bang có thể yêu cầu Vương quốc Anh sửa đổi Hiến pháp. Do quyết định này, chính phủ liên bang bắt đầu đàm phán để thuyết phục các tỉnh tham gia khôi phục. Các cuộc đàm phán lên đến đỉnh điểm trong Đêm dao dài, trong đó tất cả các tỉnh, ngoại trừ Québec, đã đồng ý khôi phục.
Ngoài khả năng sửa đổi Hiến pháp Canada mà không có sự đồng ý của Vương quốc Anh, việc khôi phục cũng bao gồm việc thông qua Hiến chương về Quyền và Tự do của Canada. Sau này là nguồn chính của việc từ chối khôi phục cho các tỉnh vì phạm vi rất rộng của nó.

## Từ nguyên
Từ yêu nước gốc trong tiếng Anh được đặt ra ở Canada như một sự cải tổ bằng cách khôi phục ("hồi hương", tức là trở về nước). Trước năm 1982, Hiến pháp Canada đã được ban hành và sửa đổi bởi Vương quốc Anh (theo yêu cầu của Quốc hội Canada); do đó một số người cảm thấy rằng yêu nước là một thuật ngữ khôi phục phù hợp hơn (gợi lên ý tưởng "trả lại" một cái gì đó). Thuật ngữ này được sử dụng lần đầu tiên vào năm 1966 bởi Thủ tướng Lester B. Pearsonđể trả lời một câu hỏi trong Nghị viện: "Chúng tôi dự định sẽ làm tất cả những gì có thể để Hiến pháp Canada khôi phục, hoặc được cấp bằng."

## Thực hiện khôi phục
Việc khôi phục đã nhận được một động lực mới từ cuộc trưng cầu dân ý về độc lập năm 1980 ở Québec, trước đó Trudeau đã hứa một thỏa thuận hiến pháp mới nếu đa số người Québec bỏ phiếu "Không". Sau nhiều ngày đàm phán và mẹo Ghi nhớ Kirby (một loạt các ghi chú của Michael Kirby, thư ký chính của Văn phòng Thủ tướng, về chương trình cải cách hiến pháp, trong đó các tỉnh phản đối nó bị tấn công đặc biệt, đặc biệt là Québec), bởi một "nguồn liên bang nội bộ". sau khi đã tham khảo ý kiến trong một cuộc họp tại Lâu đài Laurier, Thủ tướng tỉnh đã lập danh sách 10 quyền hạn liên bang sẽ được tặng cho các tỉnh để đổi lấy sự đồng ý của họ để khôi phục. Trudeau, khi ông được trình bày tài liệu, đã từ chối chấp nhận nó và nhắc lại mối đe dọa của ông để tìm kiếm sự chấp thuận của Hạ viện để tiến hành sửa đổi đơn phương. Dựa trên lời buộc tội của thủ tướng Manitoba Sterling Lyon rằng điều này sẽ " xé tan đất nước", Trudeau trả lời rằng nếu Canada không thể kiểm soát hiến pháp và một điều lệ quyền khi hầu hết các tỉnh đều có, đất nước xứng đáng bị xé tan.

## Quốc hội
Quyết định mở đường cho một cuộc họp giữa tất cả các buổi ra mắt và Trudeau tại Ottawa vào ngày 2 tháng 11 năm 1981. Hội nghị khai mạc với Trudeau tuyên bố mở ra một công thức sửa đổi mới, Davis tuyên bố rằng nội các của ông có thể chấp nhận một thỏa thuận mà không cần quyền phủ quyết của Ontario và Hatfield đề xuất trì hoãn một số yếu tố của một điều lệ quyền trong tương lai. Đây được coi là một sự cởi mở chung đối với đề xuất của tỉnh, mặc dù Trudeau tuyên bố rằng thẻ này không thể thương lượng.
Một thỏa hiệp được đệ trình lên Trudeau, ngụ ý sửa đổi đề xuất của Nhóm Tám bằng một thẻ hạn chế, đã gặp phải sự từ chối phát ban, với các quan chức liên bang bác bỏ ý tưởng về một "tờ giấy bị cắt", trong khi Lévesque và Trudeau đã thảo luận về các quy định ngôn ngữ của bài báo. Vào ngày 3 tháng 11, cuộc họp ăn sáng của thủ tướng đã thấy hai đề xuất mới được đưa ra: Thủ tướng Allan Blakeney của Saskatchewan sẽ chấp nhận một thẻ mà không có quyền ngôn ngữ, khả năng sửa đổi hiến pháp của bảy tỉnh, bất kể dân số và loại bỏ bồi thường tài chính, trong khi Bennett sẽ cho phép Trudeau các quy định của mình về quyền ngôn ngữ để đổi lấy các biện pháp khác. Lyon và Lévesque trở nên giận dữ và từ chối tiếp tục, trong khi Lougheed cho rằng các ý tưởng được đề xuất để kiểm tra vị trí đàm phán của Trudeau. Đổi lại, Trudeau đã đưa ra một sáng kiến mới của liên bang: khôi phục Hiến pháp như cũ, nhưng tiếp tục cuộc tranh luận trong hai năm và, nếu nó dẫn đến bế tắc, hãy tổ chức một cuộc trưng cầu dân ý quốc gia về sửa đổi và trên giấy. Lévesque, sợ rằng liên minh đang sụp đổ và phải đối mặt với những bình luận chế giễu của Trudeau như một "nhà dân chủ vĩ đại" (đặc biệt là sau cuộc trưng cầu dân ý gần đâyđã bắt đầu từ sự độc lập của Québec), nhưng tự tin có thể đảm bảo rằng bất kỳ cuộc trưng cầu dân ý nào trên thẻ sẽ bị phá sản, được chấp nhận về nguyên tắc. Trudeau ngay lập tức tuyên bố với báo chí một "liên minh Canada-Québec" về chủ đề này, nói rằng "con mèo nằm trong số những con chim bồ câu".
ảy thủ tướng đối lập khác đã mất tinh thần: vận động chống lại bảo vệ quyền thường được coi là một vụ tự sát chính trị, và một cuộc trưng cầu dân ý quốc gia có thể được coi là một nỗ lực để "bình thường hóa" (nghĩa là, chèn vào giữa các công ước tình trạng hiến pháp) điều lệ quyền mà không có sự chấp thuận của tỉnh. Hơn nữa, người Canada ở cấp quốc gia hầu hết đều đồng ý với Trudeau về vấn đề này và đã mệt mỏi với các cuộc đàm phán hiến pháp liên tục; sau đó được tiết lộ rằng dự thảo đề xuất của liên bang ngụ ý phê chuẩn cải cách Trudeau, với các cuộc trưng cầu dân ý chỉ được tổ chức nếu các tỉnh đại diện cho. Điều này đã khiến Lévesque rút khỏi đề xuất trưng cầu dân ý, nói rằng nó trông giống như "được viết bằng tiếng Trung Quốc". Hội nghị lại rơi vào tình trạng nhào lộn, với Trudeau và Lévesque đụng độ dữ dội chống lại quyền ngôn ngữ. Trudeau tuyên bố rằng ông sẽ tham dự một cuộc họp cuối cùng vào lúc 9 giờ sáng ngày hôm sau và sẽ đến Westminster nếu không đạt được thỏa thuận. Peckford tuyên bố rằng Terranova sẽ chuyển tiếp một đề xuất vào ngày hôm sau. Lévesque và phái đoàn Québec đi ngủ ở Hull (Québec) trong đêm.